# 地域医療機能推進機構相模野病院
地域医療機能推進機構相模野病院（ちいきいりょうきのうすいしんきこうさがみのびょういん）は、神奈川県相模原市中央区にある医療機関である。独立行政法人地域医療機能推進機構が運営する病院の一つである。地域周産期母子医療センターの指定を受ける。2012年、施設の老朽化に伴う病院施設の新築（建て替え）工事が完了した。通称JCHO相模野病院（ジェイコーさがみのびょういん）。

## 沿革
- 1960年（昭和35年）4月 社会保険相模野病院を開設。
- 2010年（平成22年）病院施設の建て替え工事、開始。
- 2012年（平成24年）9月 新病院竣工（212床）

## 診療科
- 内科（神経、膠原病）
- 呼吸器内科
- 消化器内科
- 循環器内科
- 腎臓内科
- 小児科
- 外科
- 整形外科
- 泌尿器科
- 産婦人科
- 眼科
- 皮膚科
- 麻酔科
- 歯科口腔外科

診療施設（センター）
- 周産期母子医療センター
- 新生児集中治療センター（NICU）
- 婦人科腫瘍センター
- 不妊生殖医療センター
- 健康管理センター

診療協力部門
- 看護局
- 薬剤部
- 臨床検査部
- 放射線部
- 理学療法室
- 視能訓練士
- 栄養科

医療支援部門
- 地域連携
- 医療相談

## 医療機関の指定等
- 保険医療機関
- 労災保険指定医療機関
- 母体保護法指定
- 生活保護法指定医療機関
- 指定自立支援医療機関（育成医療）
- 小児慢性特定疾患治療研究事業委託医療機関
- 原子爆弾被爆者医療指定医療機関
- 救急告示医療機関
- 地域周産期母子医療センター

## 交通アクセス
- JR横浜線矢部駅下車、徒歩約2分。